# Germán Sosa
Mayor Germán Sosa, militar argentino.
El Mayor Germán Sosa, fue el segundo al mando del 3.er. Regimiento de Caballería de Línea (frontera) del General Conrado Villegas. Este regimiento tuvo su campamento de avanzada durante el ministerio del Dr. Adolfo Alsina (desde el año 1875 al 1879 aprox.) en Trenque Lauquen, limitando con los dominios del temido cacique Pincén conocido como "el terror de los fortines".
Dado que el General Villegas desempeñaba la jefatura de todas las divisiones de la frontera sur, el mayor Germán Sosa frecuentemente era el máximo responsable del 3.º de Caballería, sucediéndolo en la jerarquía el mayor Solís.
Así lo refleja el teniente coronel Manuel Prado que, con tan solo con 13 años, se incorporara al 3.º de Caballería al mando de Villegas, asistiendo a la Campaña del Desierto dirigida por el flamante ministro de Guerra Gral. Julio Argentino Roca. En su obra "La guerra al Malón" (1907), Prado comenta:

"El mayor Germán Sosa -valiente y cultísimo oficial- era el segundo jefe del 3.º de caballería, cuyo mando desempeñaba accidentalmente por ocupar el coronel la jefatura de la frontera."

Dando nota de valor de este oficial, Prado recrea este diálogo en su obra, dado con motivo de una peligrosa incursión al desierto dispuesta por Villegas y dirigida por el Mayor Sosa:

"El mayor Sosa llamó aparte a su segundo, Solís, y le dijo:
"Seguir adelante con este grupo de soldados es condenar a todos a una muerte sin gloria y sin provecho.

"Hace falta el sacrificio de una vida, y esta vida no puede ser sino la mía.

"Vamos a establecer nuestro campamento en ese bajo que se divisa allá cerca. Durante la noche me ausentaré con el sargento Carranza; y ambos iremos hasta donde nos encuentre algún malón al cual le venderemos la existencia, tan cara como nos lo permita nuestro valor y nuestras fuerzas. Mañana se apercibirá usted de mi ausencia, desprenderá descubiertas en mi busca, y cuando vuelvan sin haberme encontrado, regresará usted al campamento conforme a las instrucciones terminantes que hallará escritas y firmadas dentro de mi valijín.

-Pero mayor, repuso el noble viejo Solís, conmovido hasta las lágrimas por aquel sublime rasgo de abnegación- yo no puedo consentir que realice usted ese proyecto. En todo caso iremos juntos; y si está de Dios que aquí concluyan nuestras penas, que nos encuentren juntos en la muerte, así como nos han visto ligados en la vida... 

-De ninguna manera, interrumpió Sosa vivamente.

Lo dicho, dicho está. Yo mando; usted obedece. Ni una palabra más..."

Luego el Mayor Sosa, que no encontró la muerte en aquella oportunidad, fue un destacado oficial durante la Campaña del desierto, con una actuación que Prado juzgó como descollante:

"En esta división -3ro. de Caballería- sobresalen y descuellan Sosa, Ruiz, Moritain, Montes de Oca, Alba, Morosini; se cubre de gloria el "3.º de fierro..."